# Регата Пярну — устье Даугавы
Регата Пярну — Рига (устье реки Даугавы, яхтклуб Мангальсалы) — регата в рамках этапа чемпионата Латвийской ССР 28 июля 1988 года.
Регата стартовала в 9 утра 28 июля 1988 года из Пярну. Участие приняли 27 экипажей. Финиш был намечен в устье реки Даугавы, в яхт-клубе Мангальсалы. Экипаж погибшей яхты «Инга» лидировал, и посмертно яхтсменам присудили золотые медали с титулом чемпиона республики. В дюнах Вецаки установлен гранитный камень с именами погибших.

## Погода
26 июля в Пярну был достаточно сильный северо-северовосточный ветер, порывы достигали 15 м/с. Прогноз на 27 июля был неблагополучный, встречный ветер 6-11 м/с. 28 июля метеопрогноз как из Латвии так и из Эстонии был благополучный. На старте ветер был 5 м/с. Критичным оказалось недостаточная информация о прогнозе северо-восточного ветра, это влияло на отдалённость движения яхт от берега.

## Крушение
В 21:53 к линии финиша подходила яхта «Браво». За ней следовало ещё 10 яхт. При подходе к финишу начал усиливаться ветер, затем регату накрыло штормом. На приборах порывы ветра показывали 30 м/с. Яхта «Корсар» первая потерпела крушение. Капитан «Корсара» Владимир Смоляков не стал прерывать регату и запускать сигнальную ракету. Вторым потерпела крушение яхта «Фламинго». Спустя 15 минут крушение потерпела так же яхта «Крит» и «Одисей». Смоляков потеряв рулевое управление на «Корсаре» принял решение запустить сигнальную ракету, следом сигнальные ракеты запустили «Фламинго» и «Одисей». Яхты начали пытаться уходить дальше в залив, при этом яхта «Инга» не могла свободна маневрировать. От удара волны об борт «Инги» экипаж выбросило в холодную воду. Экипаж «Корсара» так же остался без яхты. В результате катастрофы погибли Александр Семёнов, Игорь Васильченко, Юрий Кулешов, Петерис Ледауниекс.
Причины трагедии: главная причина погодные условия, но указывают и на другие факторы. Яхты не были снабжены радиостанциями. Не было выработана специальная система оповещения погодных условий для яхтсменов. Латвийский гидрометеоцентр не был поставлен в известность о проходившей регате.